# 楊方旭
楊 方旭（よう ほうきょく、女性、1994年10月6日 - ）は、山東省出身の中華人民共和国のバレーボール選手である。ポジションはオポジット。中国代表。

## 来歴
2014年に中国代表に初選出され、同年の世界選手権では銀メダルを獲得、2015年のアジア選手権で金メダルを獲得した。

## 球歴
- 三大大会
  - オリンピック - 2016年（金メダル）
  - 世界選手権 - 2014年（銀メダル）
- その他大会
  - ワールドグランプリ - 2014年、2015年、2016年

## 所属クラブ
- Shandong Laishang Bank